# Madonna della Torre
La Madonna della Torre o Madonna Mackintosh è un dipinto a olio su tavola trasportato su tela (76,5x63 cm) di Raffaello, databile al 1509 circa e conservato nella National Gallery di Londra.

## Storia
L'opera è nota almeno dal Settecento, quando si trovava nelle collezioni del Duca d'Orléans, e in seguito fu posseduta dal figlio dello storico Mackintosh. Venne donata al museo londinese nel 1906. Nel trasporto da tavola a tela, in epoca imprecisata, l'opera subì gravi danni, che impediscono un giudizio esatto sull'autografia.
L'opera viene in genere datata all'inizio del soggiorno romano di Raffaello, durante la realizzazione degli affreschi della Stanza della Segnatura, o comunque non oltre il 1512 (ipotesi isolata di Ettore Camesasca).
Se ne conoscono numerose repliche, tra cui una antica alla Galleria Borghese, e una di Domenico Alfani nella Galleria nazionale dell'Umbria, probabilmente tratta dal cartone originale, come più di una volta Raffaello aveva donato lavori all'Alfani.

## Descrizione e stile
La denominazione dell'opera viene dalla torre che si intravede nello sfondo.
La Vergine è rappresentata a mezza figura al di là di un parapetto su cui sta il Bambino in piedi. I due si stringono in un abbraccio, che li porta a toccare i volti, in un gesto tenero e familiare amplificato dall'abbraccio reciproco e dalla posa di Maria che tiene un piedino del figlio con la mano sinistra.
Maria è vestita nel tradizionale rosso e blu (simbolo della Passione del suo futuro figlio e della purezza), indossa un velo evanescente sulla testa e le spalle, e mette in mostra un aspetto indistinto, gli occhi socchiusi, quasi a presagire il destino tragico del figlio. Il Bambino invece si rivolge direttamente allo spettatore, accennando un sorriso. Il tipo biondo, con i capelli a mezza misura si ritrova anche in altre opere autografe, come la Piccola Madonna Cowper.

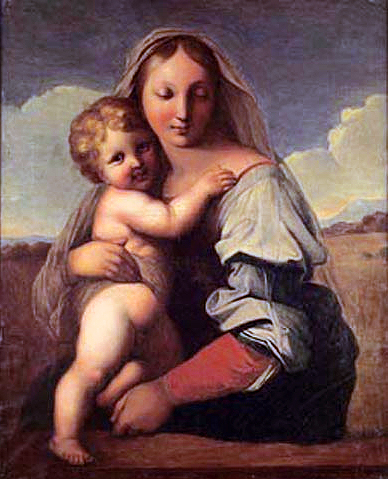
Copia di Ingres